# Femme Fontaine: Killer Babe for the C.I.A.
Femme Fontaine: Killer Babe for the C.I.A. è un film del 1994, diretto da Margot Hope, distribuito nelle sale cinematografiche e in home video dalla Troma.

## Trama
Drew Fontaine è una spietata killer che lavora per la CIA. Suo padre è una spia della CIA, scomparso da anni in Sudamerica.
Drew inizia a cercare il padre e incontra sulla sua strada un produttore di film pornografici, una banda di cinesi che usa un tempio buddhista come copertura per uno spaccio di droga, quindi un'organizzazione di lesbiche naziste.

## Collegamenti ad altre pellicole
- Al termine della sua missione Drew Fontaine getta la sua pistola in un fiume, come Harry Callaghan in Ispettore Callaghan: il caso Scorpio è tuo!, diretto da Don Siegel nel 1971.
- In Tromeo and Juliet, diretto da Lloyd Kaufman e James Gunn nel 1996, è visibile nella stanza di Juliet il poster del film.